# Helena Dvořáková (herečka)
Helena Dvořáková (* 30. ledna 1979 Brno) je česká herečka a držitelka Ceny Thálie pro rok 2011 za roli Ysé ve hře Paula Claudela Polední úděl.

## Životopis
Narodila se v Brně. Studovala na gymnáziu a už tam byla členkou divadelního souboru. Jejími spolužáky na gymnáziu byli Jan Mikulášek, který je dnes divadelní režisér, a Marek Cpin, který je dnes scénograf. Po maturitě pokračovala studiem činoherního herectví na Divadelní fakultě Janáčkovy akademii múzických umění v Brně, kterou dokončila v roce 2002 a získala titul MgA.
Po skončení studií působila pět sezón na jevišti Městského divadla v Brně. Od roku 2006 je členkou souboru pražského Divadla v Dlouhé.
Za postavu Anežky Nulíčkové v inscenaci Maškaráda čili Fantom opery (Divadlo v Dlouhé) získala cenu za nejlepší ženský herecký výkon GRAND Festivalu smíchu v Pardubicích.
Za postavu Faidry v inscenaci Faidra (Divadlo v Dlouhé) získala Cenu Alfréda Radoka a byla nominována na Cena Thálie.
Za postavu Ysé v inscenaci Polední úděl (Divadlo v Dlouhé) získala Cenu Divadelních novin za herecký výkon, Cenu Alfréda Radoka za ženský herecký výkon roku, Cenu Thálie za nejlepší herecký výkon roku a zvítězila také v anketě i-divadla.
V kriminálním seriálu Kriminálka Anděl natáčeném podle skutečných kriminálních případů hrála policejní psycholožku a kriminalistku Janu Chládkovou.
V roce 2009 hrála ve filmu Stínu neutečeš.

## Osobní život, ostatní činnost
Hraje na flétnu a zpívá ve sboru a s folkovou skupinou. Má syna Jana (ročník 2016).

## Filmografie

### Herecká filmografie
- 2000 – Četnické humoresky – díl Vdavky za všechny prachy (Bětka Morusová)
- Od 2008 – Kriminálka Anděl (psycholožka kapitánka Jana Chládková)
- 2008 – Faidra (divadelní záznam) (Faidra)
- 2008 – Černá sanitka
- 2009 – Zasaženi bleskem (Věra, dcera Jany)
- 2009 – Maškaráda čili Fantom Opery (divadelní záznam) (Anežka Nulíčková)
- 2009 – Stínu neutečeš (vnučka Katka)
- 2010 – Polední úděl (divadelní záznam)
- 2010 – Osudná chyba (Emma)
- 2010 – Lékař své cti (divadelní záznam)
- 2010 – Mamánek (matka)
- 2011 – Písně kosmické (Viky / Helenka)
- 2011 – L' Olimpiade nascosta
- 2011 – Naši furianti (divadelní záznam)
- 2012 – Ve vlaku
- 2013 – Colette (kápo Kordula)
- 2014 – Reportéři a ti druzí (Veronika)
- 2014 – Raluca
- 2020 – Modelář
- 2021 – Kukačky (seriál)

### TV pořady
- 2012 – Ceny Thálie 2011
- 2012 – Sama doma

### Dabing
- 2000–2001 – seriál Perla – Palmira Pérez (Mariana)
- 2002 – seriál Hříšná láska – Tania Arredondo (Leonor), Gabriela Andrande (Margarita), Carolina Carvajal (Matilde Arangová)
- 2003 – TV film Vyvolené[4]
- 2010 – TV film Živoucí důkaz[5]
- 2011 – seriál Inspektor Rebus – od 2. série – Claire Price (Siobhan Clarkeová)
- 2011 – TV film Krevní pouta – Clotilde Hesme (Corinne)
- 2011 – TV film Rebeka[6]
- 2012 – TV film Zásnuby na dobu neurčitou – Alison Brie (Suzie Barnes-Eilhauerová)
- 2012 – TV film StreetDance 2 – Sofia Boutella (Eva)
- 2012 – TV film Psáno ve větru – Lauren Bacall (Lucy Hadleyová)
- 2012 – TV film Profesionální manželka – [dabing ČT] – Judith Godrèche (Joëlle)
- 2012 – TV film Prázdniny za všechny prachy – Vanessa Ferlito (Roxanna Rodriguezová)
- 2012 – TV film Sammyho dobrodružství 2 – (chobotnice)
- 2012 – TV film 7 dní hříchů – [2. verze filmu] – Anna Šišková (Helga)
- 2012 – TV film Zabijáci – Virginia Christine (Lilly)[7]
- 2012 – TV film Čas tajemství, čas lásek – Fanny Paliard (teta Rose)[8]
- 2012 – TV film Hrůzná minulost – Caity Lotz (Annie)[9]
- 2013 – seriál Labyrint[10]
- 2013 – seriál Takoví normální Američané – 1. série – Keri Russell (Elizabeth Jennings)[11]
- 2013 – TV film Take This Waltz – [dabing Cinemax] – Michelle Williamsová (Margot)
- 2013 – TV film Můj otec – [dabing ČT] – Maria Pitarresi (Doriane)
- 2013 – TV film Johanka z Arcu (1948) – Ingrid Bergman (Johanka z Arku)
- 2013 – TV film Hodinář od sv. Pavla – [dabing ČT] – Clotilde Joano (novinářka Janine Boitard)
- 2013 – TV film Colette – Helena Dvořáková (kápo Kordula)
- 2013 – TV film Spartakus – [dabing Prima][12]
- 2013 – TV film Chuckyho kletba – Fiona Dourif (Nica)
- 2014 – TV film Herkules: Zrození legendy – Roxanne McKee (Alkméne)[13]
- 2014 – TV film Lovec jelenů – [dabing ČT] – Meryl Streep (Linda)[14]
- 2014 – TV film Král a já – [dabing ČT] – Deborah Kerr (Anna Leonowensová)[15]

### Rozhlas
- 2004 – Hra o Janáčkovi (Kamila Stösslová)
- 2006 – Tartuffe (Dorina, Marienina komorná)
- 2010 – Krátká spojení (Azra)
- 2010 – Faidra (Faidra)
- 2015 - Její pastorkyňa (kostelnička)
- 2016 – William Shakespeare: Sen noci svatojánské, Český rozhlas, překlad: Martin Hilský, rozhlasová adaptace: Klára Novotná, režie: Martina Schlegelová, dramaturgie: Renata Venclová, zvukový design a hudba: Jakub Rataj, produkce: Radka Tučková a Eva Vovesná. Osoby a obsazení: Karel Dobrý (Oberon), Helena Dvořáková (Titanie), Pavla Beretová (Puk), Viktor Preiss (Hrášek), Josef Somr (Hořčička), Jaroslav Kepka (Pavučinka), Miroslav Krobot (Poříz), David Novotný (Klubko), Martin Myšička (Střízlík), Václav Neužil (Píšťala), Hynek Čermák (Fortel), Klára Suchá (Hermie), Tereza Dočkalová (Helena), Petr Lněnička (Lysandr), Jan Meduna (Demetrius), Kamil Halbich (Theseus), Tereza Bebarová (Hippolyta), Jan Vondráček (Egeus) a další.[16]
- 2017 – Marie NDiaye: Hilda (paní Lemarchandová)
- 2020 – Alois Jirásek: Lucerna (Kněžna)[17]
- 2020 – Stephen King: Misery nesmí zemřít[18]
- 2020 - Amis Kingley: Šťastný Jim
- 2021 - Arthur Conan Doyle: Pes baskervillský
- 2022 – Henrik Ibsen: Rosmersholm, role Rebeky Westové, Český rozhlas, rež. Vít Vencl.[19]
- 2022 - Dale Wasserman: Přelet nad kukaččím hnízdem (vrchní sestra Ratchedová)
- 2023 - Chyceni v éteru
- 2023 - Rudyard Kipling, Marie Špalová: Mauglí

## Audioknihy
| rok  | autor             | název knihy                    | poznámka                             |
| ---- | ----------------- | ------------------------------ | ------------------------------------ |
| ?    | Barbora Šťastná   | Láska pro samouky              | vydalo Voxi                          |
| ?    | Robert Fulghum    | Opravdová láska                | vícehlasá četba, vydalo Tympanum     |
| 2011 | Robert Fulghum    | Drž mě pevně, miluj mě zlehka  | dvouhlasá četba s Miroslavem Hanušem |
| 2017 | Sarah Pinborough  | Ví o tobě                      | vícehlasá četba, vydala Audiotéka    |
| 2019 | Kelly Barhillová  | Dívka, která upíjela měsíc     | vydalo OneHotBook                    |
| 2019 | Elena Ferrante    | Temná dcera                    | vydal Radioservis                    |
| ?    | Robert Lacey      | Koruna                         | vydal Radioservis                    |
| 2020 | Mariusz Szczygiel | Není                           |                                      |
| 2021 | Vanessa Sprigora  | Svolení                        | vydal Témbr                          |
| ?    | Tina Frennstedt   | Odložené případy: Nezvěstná    | vydala Audioteka                     |
| ?    | Tina Frennstedt   | Odložené případy: Silnice č. 9 | vydala Audioteka                     |
| ?    | Tina Frennstedt   | Odložené případy: Očistec      | vydala Audioteka                     |
| 2023 | Laura Dave        | Jeho poslední slova            | vydal Témbr                          |
| 2023 | Paulo Coelho      | Lukostřelec                    |                                      |

## Divadlo

### Vybrané divadelní role
- JAMU
  - 1998–1999 – Svět kolem Susan B. (Indiana Eliotová)[20]
  - 1999–2000 – Kaspar (Nápověd)[21]
  - 1999–2000 – Leonce a Lena (jedna z lidí, kteří hrají na nástroje)[22]
  - 2000–2001 – Dvojí nestálost (Flaminie) – vystupovala v alternaci s Terezou Chytilovou[23]
  - 2000–2001 – Maurka (Cirage / Pištec / Dítě / Delfín)[24]
  - 2000–2001 – Hrdina západu (Bára Trošková)[25]
  - 2001 – Pláňka (Yerma)[26]
- Městské divadlo Brno
  - Kamenný most (Corallina)
  - 1998 – Amadeus (Větříček)
  - 1999 – My Fair Lady (Company)
  - 2001–2005 – Marná lásky snaha (Žakeneta)[27]
  - Od 2001 – Koločava (Vasja, Kalyna a jiné) – vystupuje v alternaci s Ivanou Vaňkovou[28]
  - 2001–2003 – Manželství na druhou aneb Barillonova svatba (Uršula, služka) – vystupovala v alternaci s Ivanou Vaňkovou[29]
  - 2002–2004 – Smutek sluší Elektře (Lavinia / Lavínie)[30]
  - Od 2002 – Muzikály z Broadwaye (více rolí / účinkuje sólo)[31]
  - 2002 – Slavnostní představení Le Mixer čili Pohled do divadelní kuchyně[32]
  - 2003 – Kabaret (Sally Bowles) – vystupovala v alternaci s Radkou Coufalovou, Jitkou Čvančarovou a Markétou Sedláčkovou[33]
  - 2003 – Osudy dobrého vojáka Švejka (2.slečna, Mladá dáma a d.) – vystupovala v alternaci s Radkou Coufalovou[34]
  - 2003 – Kamenný host aneb Prostopášník (Corallina, hostinská)[35]
  - 2004–2005 – Racek (Máša) – vystupovala v alternaci s Jitkou Čvančarovou[36]
  - 2004 – Vlasy (Ronny) – vystupovala v alternaci s Lindou Konrád[37]
  - 2004 – Vydrž, miláčku! (slečna Tipdaleová)[38]
  - 2005 – Nana (Sametka, pouliční holka) – vystupovala v alternaci s Radkou Coufalovou-Vidlákovou[39]
  - 2005–2007 – Znamení kříže (Julia Calderón, Curciova dcera)[40]
  - 2005–2008 – Oliver! (vdova Corneyová) – vystupovala v alternaci s Janou Musilovou[41]
  - 2006–2008 – Odysseia (Athéna) – vystupovala v alternaci s Hanou Holišovou[42]
  - Od 2012 – Faidra (Faidra, žena Theseova)[43]
- Divadelní spolek Frída (Divadlo Bolka Polívky) Brno
  - Od 2001 – Hospodská (hlas rozhlasové moderátorky) – vystupuje ze záznamu[44]
- Divadlo Bolka Polívky Brno
  - 2001 – Variace na chlast (Lékárnice, Dojička, Ona)
- Divadlo v Dlouhé Praha
  - 2002–2010 – Běsi (Lisavet Nikolaievna)
  - 2003–2007 – Ještě žiju s věšákem, čepicí a plácačkou
  - Od 2005 – Lhář (Rosaura de Bisognosi, doktorova dcera) – vystupuje v alternaci s Marií Turkovou[45]
  - 2006–2011 – Maškaráda čili Fantom opery (Anežka Nulíčková)[46]
  - 2007 – Cesta do Bugulmy (hrála a četla)[47]
  - 2007–2012 – Faidra (Faidra)[48]
  - 2007–2008 – Titus Andronicus (Tamora)[49]
  - 2007 – Před zlatnickým krámem
  - Od 2008 do 2017– Oněgin byl Rusák (Klepáčová, Gábina, prof. zeměpisu, Nenápadná aj.) – vystupuje v alternaci s Klárou Sedláčkovou-Oltovou[50]
  - 2008–2010 – Experiment (Eglé)[51]
  - 2008–2011 – Vějíř s broskvovými květy (Siang-ťün zv. Vonička)[52]
  - 2009–2012 – Lékař své cti (Doňa Mencía de Acuňa)[53]
  - 2009 – Komunismus (Alter Ego H.B. tedy Ona)[54]
  - 2009–2012 – Dáváme děťátku klystýr! / „Kašlu na to!“, řekla Hortensie (Róza / Hortensie)[55]
  - 2010 – Divadelní hříčky – Kašpárek ředitelem Národního (Zvláštní host)[56]
  - Od 2011 do 2015 – Naši furianti (Verunka Bušková)[57] - v alternaci s Michaelou Váňovou
  - Od 2011 do 2017 – Polední úděl (Ysé)[58]
  - 2011–2013 – Tři sestry (Máša)[59]
  - 2011–2014 – Láska a peníze (Jess)[60]
  - Od 2012 do 2015 – Tři mušketýři (Mylady de Winter)[61]
  - Od 2014 do 2020 – Mnoho povyku pro nic (Beatrice)[62] - v alternaci s Evou Hacurovou
  - od 2014 do 2015 - 1913
  - od 2015 do 2019 - Viktor aneb Dítka u moci (Emilie)
  - od 2015 do 2016 - Vykřičené domy
  - od 2020 - Bez roucha (Dotty)
- Činoherní klub Praha
  - 2007 – Ivanov (Sáša) – vystupovala v alternaci s Magdalénou Borovou[63]
- Divadlo Ungelt Praha
  - 2008 – Niekur / Nikde (Agnes)[64]
  - 2010–2011 – Origami (Dora)[65]
- Divadlo U stolu Brno
  - 2003–2009 – Život je sen (Rosaura)[66]
  - 2005 – Zdi[67]
  - 2006–2012 – Macbeth (Lady Macbeth)[68]
- Multikulturní centrum Stadec Brno
  - 2004 – 1+1=3 (Mary Brownová)[69]
- Burgfestspiele Mayen (divadlo v Německu)
  - 2004 – Muž z kraje La Mancha (Aldonza)
  - 2006 – Šumař na střeše (Cajtl, Hodl)
- Společnost Dr. Krásy Praha
  - 2013 – Faust a Markétka (Markétka), premiéra 10. října 2013 v Permi

## Ocenění
- Grand festival smíchu Pardubice 2006 – Nejlepší ženský herecký výkon – Role: Anežka Nulíčková v Maškarádě.
- Cena Alfréda Radoka za rok 2007 – Ženský herecký výkon roku – Role: Faidra ve Faidře.
- Cena Thálie za rok 2011 – Nejlepší ženský herecký výkon v oboru činohra - Role Ysé ve hře Paula Claudela Polední úděl v inscenaci Divadla v Dlouhé.
- Cena Alfréda Radoka za rok 2011 – Ženský herecký výkon roku za tutéž roli.
- Cena Divadelních novin za rok 2011 – Herecký výkon sezóny bez ohledu na žánr za tutéž roli.

### Nominace
- Nana (Sametka) – Nejpopulárnější herečka sezony
- Nominace na Cenu Alfréda Radoka – Znamení kříže (Julia Calderón)
- Nominace na Cenu Thálie – Lady Macbeth
- Nominace na Cenu Alfréda Radoka – Lady Macbeth
- Nejlepší ženský herecký výkon – Role: Faidra (Phaedra) (Cena Alfréda Radoka a Ceny Thálie)[1]
- Ceny Alfréda Radoka – Nejlepší ženský herecký výkon – Role: Julia Calderón ve Znamení kříže
- Ceny Thálie a Cena Alfréda Radoka – Nejlepší ženský herecký výkon – Role: Lady Macbeth v Macbethovi
- Anketa Neviditelný herec století